# 236. pehotni polk (Italija)
236. pehotni polk Piceno je bil pehotni polk Kraljeve italijanske kopenske vojske.

## Zgodovina
Med prvo svetovno vojno je bil polk nastanjen na soški fronti in med drugo svetovno vojno na Sardiniji.